# Steel Pulse

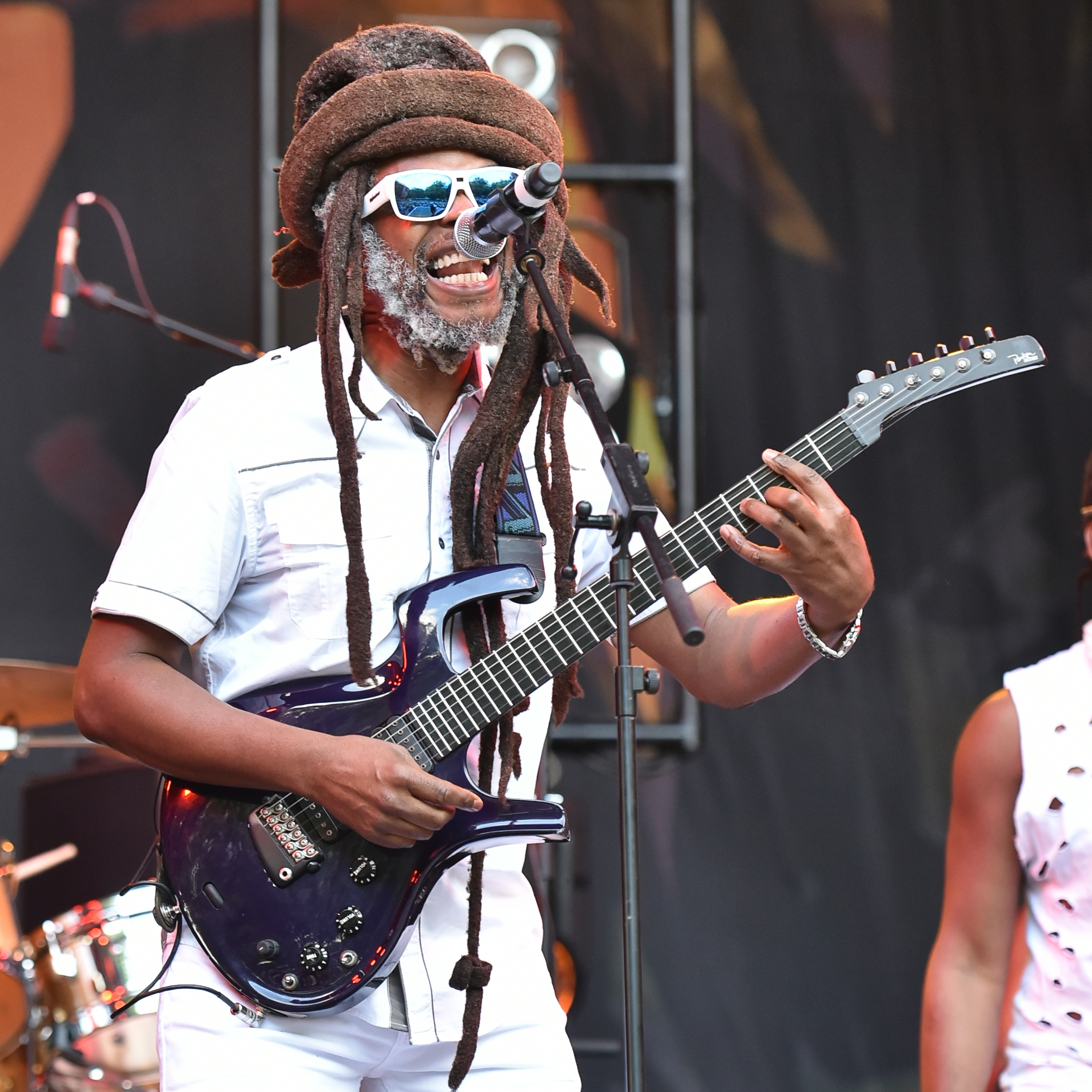
Steel Pulse en concert lors du festival Ruhr Reggae Summer 2017 à Mülheim, Allemagne.

Steel Pulse est un groupe de reggae britannique qui se forme en 1975 à Birmingham, plus précisément dans le quartier d'Handsworth. À la base de ce groupe on trouve les musiciens David Hinds, Ronald "Ronnie Stepper" MacQueen (basse), Selwyn D. Brown (chant, claviers) et Basil Gabbidon (chant, guitare), qui avec MacQueen quitte la formation dans la première moitié des années 1980).
Leur premier single est Kibudu Mansata Abuku, sorti sur le label Concrete Jungle. Le groupe se fait d'abord connaître sur la scène internationale par sa présence au festival Rock Against Racism, emblématique du lien unissant reggae et punk rock en Angleterre, et assurent la première partie de Bob Marley and The Wailers en 1978.
Steel Pulse engage Steve "Grizzly" Nisbett (batterie), Alphonso "Phonso" Martin (chant, percussion) ainsi que Michael Riley (chant, percussions), qui quitte la formation après la sortie du premier album, Handsworth Revolution, paru en 1978, contenant les chansons engagées à succès Ku Klux Klan — qui dénonce le conservatisme et le racisme de la société britannique de la fin des années 1970 — Handsworth Revolution, Prodigal Son, Soldiers, Bad Man, Sound Check ou encore la ganja tune Macka Splaff clôturant l'album.
Leurs trois premiers albums sont produits par Karl Pitterson (qui a travaillé avec Bob Marley, Aswad, etc.), avec le soutien de l'ingénieur du son Godwyn Logie. En 1986, leur album Babylon the Bandit sorti l'année précédente remporte le Grammy Award du meilleur album de reggae de l'année.

## Discographie

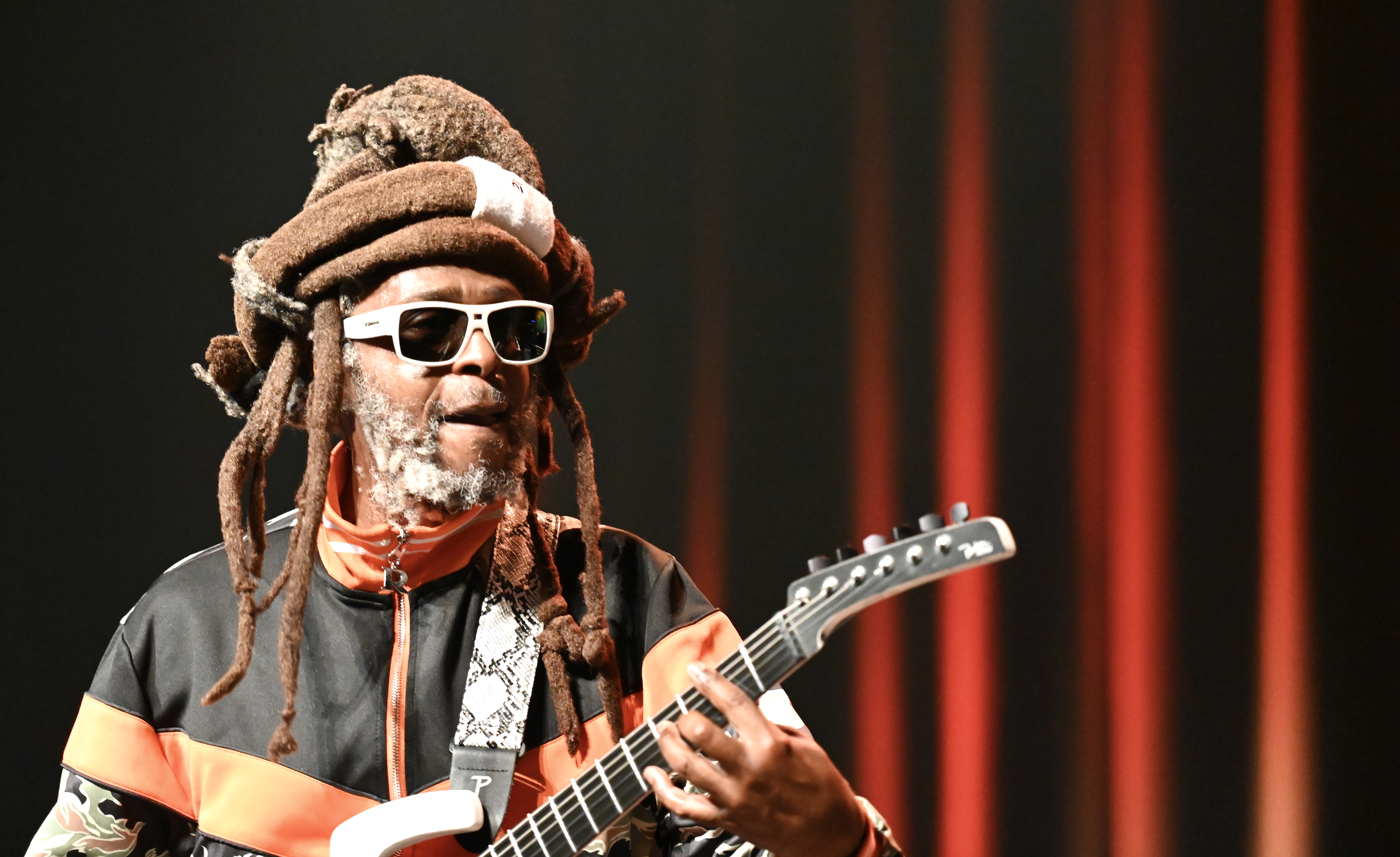
David Hinds de Steel Pulse en concert à Anvers, Belgique, 2022.

### Albums studio
- 1978 : Handsworth Revolution
- 1979 : Tribute to the Martyrs
- 1980 : Caught You, sorti sous le nom Reggae Fever aux États-Unis
- 1982 : True Democracy
- 1984 : Earth Crisis
- 1985 : Babylon the Bandit
- 1988 : State of Emergency
- 1991 : Victims
- 1994 : Vex
- 1997 : Rage and Fury
- 2004 : African Holocaust
- 2019 : Mass Manipulation

### Albums en concert
- 1992 : Rastafari Centennial - Live in Paris (Élysée Montmartre)
- 1999 : Living Legacy (enregistré en France, à Porto Rico et aux Pays-Bas)

### Compilations et long box
- 1984 : Reggae Greats
- 1993 : Smash Hits
- 1996 : Rastanthology
- 1997 : Sound System : The Island Anthology
- 2000 : Ultimate Collection
- 2004 : 20th Century Masters - The Millennium Collection : The Best of Steel Pulse